# Bolivaritettix yuanbaoshanensis
Bolivaritettix yuanbaoshanensis är en insektsart som beskrevs av Zheng, Z. och G. Jiang 1995. Bolivaritettix yuanbaoshanensis ingår i släktet Bolivaritettix och familjen torngräshoppor. Inga underarter finns listade i Catalogue of Life.